# Хамовники

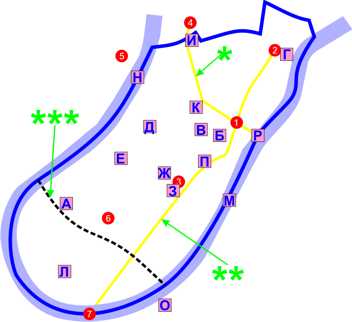
Достопримечательности района Хамовники.
Расшифровка в тексте:
Зелёные звёздочки — основные улицы
Красные кружки — станции метро.
Буквы в квадратах — достопримечательности

Хамо́вники — район города Москвы, расположенный в Центральном административном округе, а также одноимённое внутригородское муниципальное образование. Расположен в излучине Москвы-реки.

## Этимология

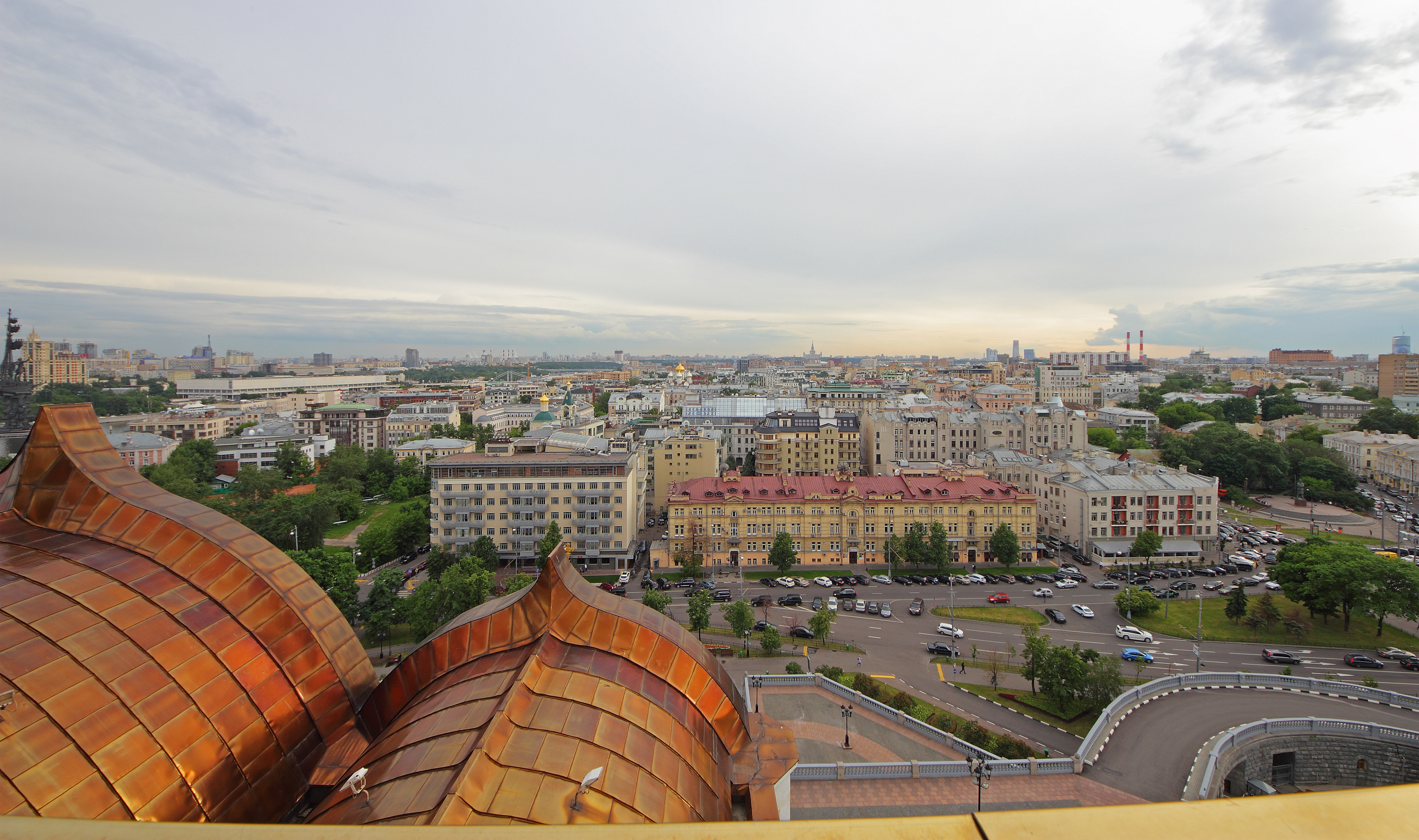
Современный вид с Храма Христа Спасителя на часть Хамовников восточнее улицы Остоженки

Слово «хамовники» — от слова «хам», которое с XIV века обозначало льняное полотно (например, просили продать «хаму три локти»). В Толковом словаре живого великорусского языка Владимира Даля сказано что Хамо́вник стар. ткач, полотнянщик, скатертник, откуда и название части города в Москве, Хамо́вники, а в ЭСБЕ написано что Хамовники (стар.) — так назывались в Московской Руси жители одной из многочисленных дворцовых чёрных слобод, занимавшиеся тканьем столового белья на дворец.
Когда-то на территории нынешних Хамовников была большая Хамовная слобода, где жили ткачи. Их прозвали «хамовниками». Первоначально, в 20-е годы XVII века, когда вырос спрос на русский лён, в слободе жили мастера, переселённые из Твери. Они были у царя Михаила Фёдоровича на особом положении, облагались невысокими налогами, освобождались от некоторых повинностей и не имели права жить где-либо, кроме своей слободы.
В память о ткачах ныне сохранились палаты Хамовного двора, что находятся на улице Льва Толстого, дом № 10, строение № 2.
Также о «хамовниках» напоминал окружающим людям магазин «Русский лён», который находился на Комсомольском проспекте в доме № 29, в котором можно было приобрести всевозможные ткацкие изделия, в том числе изделия фабрики «Красная роза». В настоящее время ни магазина, ни фабрики уже нет.
Слово «хамовники» использовалось в названиях улиц и набережных. Так, Большой (Долгий) Хамовнический переулок в 1920 году переименовали в улицу Льва Толстого (по названию усадьбы, в которой жил писатель); Хамовническую набережную в 1925 году переименовали во Фрунзенскую набережную; 1—3-я Хамовнические улицы в 1956 году стали 1—3-й Фрунзенскими улицами; Хамовнический Камер-Коллежский Вал долго именовался Фрунзенским Валом, а теперь называется просто Хамовническим Валом.

## Население
| 2002     | 2010     | 2012     | 2013     | 2014     | 2015     | 2016     |
| -------- | -------- | -------- | -------- | -------- | -------- | -------- |
| 97 110   | ↗102 730 | ↗103 861 | ↗104 859 | ↗105 644 | ↗106 260 | ↗107 676 |
| 2017     | 2018     | 2019     | 2020     | 2021     | 2023     | 2024     |
| ↗107 821 | ↗108 766 | ↗109 218 | ↗109 451 | ↘105 113 | ↗105 275 | ↘105 094 |

### Национальный состав
По итогам переписи населения 2020 года проживали следующие национальности (национальности менее 0,1 % и другое, см. в сноске к строке «Другие»):
| Национальность | Численность, чел. | Доля     |
| -------------- | ----------------- | -------- |
| Русские        | 79 832            | 75,95 %  |
| Армяне         | 425               | 0,40 %   |
| Вьетнамцы      | 399               | 0,38 %   |
| Татары         | 397               | 0,38 %   |
| Евреи          | 396               | 0,38 %   |
| Украинцы       | 379               | 0,36 %   |
| Грузины        | 225               | 0,21 %   |
| Азербайджанцы  | 160               | 0,15 %   |
| Узбеки         | 137               | 0,13 %   |
| Другие         | 22 763            | 21,66 %  |
| Итого          | 105 113           | 100,00 % |

## Музеи
В пределах современного муниципального района расположены: Государственный музей изобразительных искусств им. А.С. Пушкина, Государственный музей А.С. Пушкина (литературный), выставочные залы Российской академии художеств, Музей Москвы (в комплексе «Провиантские магазины»), Государственный музей Л. Н. Толстого, Мемориальный музей-усадьба Л. Н. Толстого «Хамовники», Дом-музей А.И. Герцена, выставочный зал Федеральных архивов, Музей спорта в Лужниках[уточнить], музей «Дом Бурганова», Галерея искусств Зураба Церетели и другие музеи, галереи и выставочные залы.

## Религия

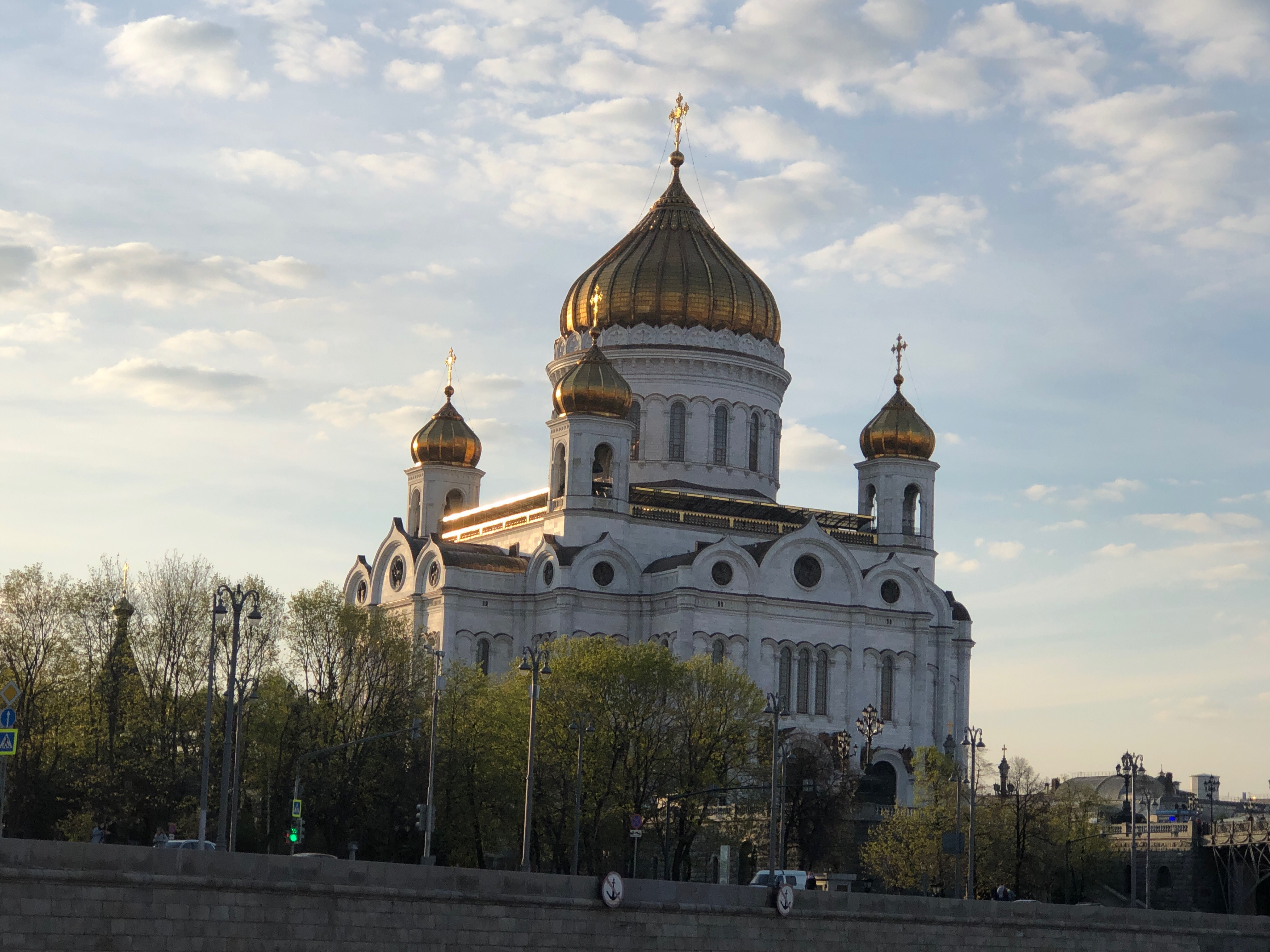
Храм Христа Спасителя

В Хамовниках расположены Новодевичий монастырь (основан в 1524 г.) и Зачатьевский монастырь (основан в 1584 г.), воссозданный храм Христа Спасителя, храм Николая Чудотворца в Хамовниках и другие. Более десяти православных храмов в Хамовниках было разрушено в советское время. На месте некоторых разрушенных храмов ныне установлены мемориальные часовни и памятные знаки. В Хамовниках также находятся рабочая резиденция Патриарха Московского и Всея Руси и Издательский Совет Русской Православной церкви. В Турчаниновом переулке (близ Остоженки) расположен храм Покрова Пресвятой Богородицы старообрядческой общины рогожского согласия. В 2008 году в Хамовниках организована Еврейская община «Среди своих».

## Парки, скверы, прогулочные зоны
Среди крупнейших озеленённых зон района можно выделить следующие:
Парк «Усадьба Трубецких в Хамовниках» — парк площадью 11,2 га между Усачёвой и Трубецкой улицами и переулком Хользунова. Бывшая усадьба князей Трубецких, при них же был сформирован приусадебный парк с прудом. В советское время парк был объявлен местом для отдыха, физического развития и военной подготовки детей. После Великой Отечественной войны здесь размещалась станция юных натуралистов. Сегодня парк — место для прогулок людей всех возрастов. Здесь обустроены дорожки, зоны отдыха, детские и спортивные площадки, зона для выгула собак.
Сквер Девичьего поля — зона отдыха с детскими и спортивными площадками, расположенная между Большой Пироговской улицей, улицами Еланского и Плющихой и проездом Девичьего поля. Сквер разбит в 1948 году по проекту архитектора М. П. Коржева в соавторстве с Б. В. Белозерским и С. В. Чаплиной. Здесь установлены памятники: Л. Н. Толстому, Н. Ф. Филатову, М. В. Фрунзе и летчикам дальней авиации. Есть также фонтан, который одновременно является вентиляционным киоском подземных коммуникаций Академии им. Фрунзе.
Парк «Новодевичьи пруды» — парковая зона рядом с Новодевичьим монастырем. Представляет собой озеленённую территорию вокруг Большого и Малого Новодевичьих прудов. В сквере разбиты клумбы, для детей есть игровая площадка. Отдельной достопримечательностью этого парка является скульптурная композиция «Дорогу утятам!», установленная в 1991 году. Композиция стала подарком Раисе Горбачевой от Барбары Буш. «Дорогу утятам!» в парке у Новодевичьего монастыря — копия скульптуры, установленной в Бостоне в 1987 году.
Через дорогу от парка «Новодевичьи пруды» проходит Новодевичья набережная, на которой выделена широкая прогулочная зона и велодорожка. Пространство обустроили в 2015 году в рамках комплексного благоустройства территорий возле Новодевичьего монастыря.
Парк спорткомплекса «Лужники» — озеленённая территория Олимпийского комплекса «Лужники». Садово-парковый ансамбль формировался одновременно со строительством Большой спортивной арены, являясь стилистическим продолжением ансамбля комплекса МГУ на противоположном берегу Москвы-реки. Парк стал местом спортивной славы страны: здесь обустроены мемориальные аллеи, скульптуры и памятники спортсменам. В преддверии Чемпионата мира по футболу — 2018 в Москве парк обновили. Сохранив исторический ансамбль, авторы проекта подчеркнули его спортивную направленность. Так, на Лужнецкой набережной проложили беговую и велосипедную дорожки, выделили воркаут-площадки. На территории парка также обустроены воркаут-зоны, площадки для спортивных игр. Построены две площадки для детей.
В районе Хамовники также располагаются скверы: на Хамовническом валу, Усачёвой улице, улице Тимура Фрунзе. По территории района частично проходит Гоголевский бульвар — часть Бульварного кольца.

## Образование
В районе располагаются следующие общеобразовательные школы:
- ГБОУ «Центр педагогического мастерства» (Хамовнический Вал, 6)
- ГБОУ СОШ № 588 (ул. Тимура Фрунзе, 3, стр. 2)
- Школа № 1231 (1-й Неопалимовский пер., 10, стр. 10)
- ГБОУ центр образования № 57 «Пятьдесят седьмая школа» (Хамовнический Вал, 26)
- ГБОУ Школа № 1535
- ГБОУ специальная (коррекционная) общеобразовательная школа № 30
- ГБОУ СОШ № 1253 с углублённым изучением иностранного языка
- ГБОУ гимназия № 1529 им. А. С. Грибоедова
- ГБОУ СОШ № 171
- ГБОУ СОШ № 59 им. Н. В. Гоголя
- ГБОУ СОШ № 54
- ГБОУ СОШ № 45
- ГБОУ Лингвистический лицей № 1555
- ГБОУ СОШ № 34
- ГБОУ гимназия № 1521

В районе располагаются следующие ВУЗы:
- МИРЭА — Российский технологический университет (РТУ МИРЭА), метро «Фрунзенская», ул. Малая Пироговская, 1, стр. 5
- Первый МГМУ им. И. М. Сеченова, приемная комиссия, метро «Фрунзенская», ул. Большая Пироговская, 2
- Военный институт военных дирижёров военного университета, метро «Фрунзенская», Комсомольский просп., 18/1
- Дипломатическая академия МИД России, метро «Парк Культуры», ул. Остоженка, 53/2с1
- Московский педагогический государственный университет (МПГУ), метро «Фрунзенская», ул. Малая Пироговская, 1, стр. 1
- Российская академия народного хозяйства и государственной службы при президенте Российской Федерации, метро «Парк культуры», Пречистенская наб., 11
- Московский государственный лингвистический университет, метро «Парк культуры», ул. Остоженка, дом 38

## Транспорт

### Дорожная сеть
Основа дорожной сети района — Комсомольский проспект, к юго-западу переходящий в проспект Вернадского и вливающийся в Ленинский проспект, который после МКАД переходит в Киевское шоссе. Эта магистраль ведёт, в частности, к аэропорту «Внуково» и в Новую Москву. При движении в центр переходит в улицу Остоженка, затем в Волхонку, и выходит на «Кремлёвское кольцо». Остоженку и Комсомольский проспект пересекают три кольцевые магистрали: Бульварное, Садовое и Третье Транспортное кольца. Параллельно проспекту проходят улицы районного значения: Пречистенская и Фрунзенская набережные; Ростовская, Саввинская, Новодевичья набережные; Пречистенка, Большая Пироговская улица и Лужнецкий проезд. От Большой Пироговской ответвляется улица Еланского, переходящая в Плющиху, которая идёт напрямую до Смоленской улицы. В юго-западной части района, параллельно Лужнецкой эстакаде Третьего кольца, проходит Хамовнический Вал — крупная районная улица, соединяющая все четыре радиальные дороги. На территории олимпийского комплекса «Лужники» располагаются Лужнецкая набережная, улица Лужники, аллея Славы (физическое продолжение Лужнецкого проезда), частично закрытые для проезда личного транспорта.

### Метро
Параллельно оси территории района, вдоль Остоженки и Комсомольского проспекта, проходит участок Сокольнической линии от «Кропоткинской» до «Воробьёвых гор». На станции  Парк культуры — пересадка на Кольцевую линию.
Между Лужнецкой эстакадой и Хамовническим Валом — линия Московского центрального кольца и станция  Лужники. С неё осуществляется наземная бесплатная пересадка на «Спортивную».
Для окрестностей Плющихи и Саввинской набережной ближайшими являются станции  Киевская,  Смоленская и  Смоленская.

## Совет депутатов
Состав совета депутатов на 2017—2022 год был определён на выборах 10 сентября 2017 года. Мандатами обладают 9 представителей партии «Яблоко», 1 представитель партии КПРФ и 5 самовыдвиженцев. Район Хамовники — один из немногих районов Москвы, в которых партия «Единая Россия» в 2017 году не смогла получить ни одного мандата в Совете депутатов района.
По итогам выборов, которые состоялись 9−11 сентября 2022 года в Совет округа Хамовники избрали 87 % представителей партии «Единая Россия» и по 7 % от партий КПРФ и «Справедливая Россия — За правду».